# 16QAM
16-позиційна КАМ (англ. 16QAM) — це різновид квадратурно-амплітудної модуляції.
У даній модуляційній схемі, вхідні цифрові дані розділяються на два потоки. Кожен потік перетворює (модулює) сигнал-носій, зазвичай синусоїду, змінюючи її амплітуду відповідно до схеми модуляції. Синусоїда одного потоку є зміщена по фазі відносно другої на 90 градусів. Далі два потоки сумуються й утворюється один аналоговий сигнал.
Кожні 4 біти вхідного цифрового потоку розділяються на двоє по 2 біти кожний. Відповідно, 4-х бітне число представляється точкою на двовимірній площині в якій кожен вимір відповідає сигналу-носію. Це можна представити у вигляді сигнального сузір'я (див. рис.1)

Рис.1 Сигнальне сузір'я 16QAM

Оскільки у 2-х бітному числі є 4 комбінації бітів, їх можна представити 4-ма рівнями амплітуди для кожного сигналу (I та Q).
Одна з можливих схем:
| біти | амплітуда |
| ---- | --------- |
| 11   | -1.3416   |
| 10   | -0.4472   |
| 01   | 1.3416    |
| 00   | 0.4472    |

Оскільки два промодульовані сигнали сумуються (зміщені на 90 градусів), то кожне 4-бітне число матиме єдину відповідну амплітудно-фазову позицію вихідного сигналу. Тобто 16-м значенням 4-бітного числа відповідатиме 16 амплітудо-фазових значень вихідного сигналу.
Приймач, що приймає промодульований сигнал може розрізнити кожну з 16 позицій сигналу і декодувати її у первинне цифрове 4-бітне число.
Ця модуляція використовується у протоколі високошвидкісної передачі даних HSDPA мобільного зв'язку 3-го покоління UMTS.
Стандарт 3GPP визначає таблицю перетворення 4-х бітного числа у позицію на сигнальному сузір'ї таким чином:
| i1 q1 i2 q2 | I-гілка | Q-гілка |
| ----------- | ------- | ------- |
| 0000        | 0.4472  | 0.4472  |
| 0001        | 0.4472  | 1.3416  |
| 0010        | 1.3416  | 0.4472  |
| 0011        | 1.3416  | 1.3416  |
| 0100        | 0.4472  | -0.4472 |
| 0101        | 0.4472  | -1.3416 |
| 0110        | 1.3416  | -0.4472 |
| 0111        | 1.3416  | -1.3416 |
| 1000        | -0.4472 | 0.4472  |
| 1001        | -0.4472 | 1.3416  |
| 1010        | -1.3416 | 0.4472  |
| 1011        | -1.3416 | 1.3416  |
| 1100        | -0.4472 | -0.4472 |
| 1101        | -0.4472 | -1.3416 |
| 1110        | -1.3416 | -0.4472 |
| 1111        | -1.3416 | -1.3416 |